# Minotauria
Minotauria is een geslacht van spinnen behorend tot de familie celspinnen (Dysderidae).

## Soorten
- Minotauria attemsi Kulczynski, 1903
- Minotauria fagei (Kratochvíl, 1970)